# بارا دو کاراسکو
بارا دو کاراسکو (به لاتین: Barra de Carrasco) یک منطقهٔ مسکونی در اروگوئه است که در بخش کنلونس واقع شده‌است. بارا دو کاراسکو ۵٬۴۱۰ نفر جمعیت دارد.